# Welikije Luki
Welikije Luki (russisch Вели́кие Лу́ки) ist eine Stadt mit 98.778 Einwohnern (Stand 14. Oktober 2010) in der Oblast Pskow im Westen Russlands.

## Lage
Die Stadt liegt in der südlichen Oblast Pskow am Fluss Lowat, rund 50 km von der Grenze nach Belarus entfernt. Die Entfernung zur Gebietshauptstadt Pskow beträgt 313 Kilometer, die nächstgelegene Stadt ist Nowosokolniki, die sich etwa 30 km westlich von Welikije Luki befindet.
Welikije Luki war zur Zeit der Sowjetunion von 1944 bis 1957 Hauptstadt der Oblast Welikije Luki der Russischen Sozialistischen Föderativen Sowjetrepublik.

## Geschichte
Erstmals erwähnt wurde Welikije Luki im Jahre 1166. 1211 wurde hier eine Burg errichtet, die als südlichster Vorposten des Fürstentums Nowgorod den Handelsweg zu dieser Stadt sicherte. 1478 verleibte Zar Iwan III. den Ort dem Moskowiter-Reich ein. Von hier aus unternahm Russland im 17. Jahrhundert wiederholt Vorstöße gegen das Großfürstentum Litauen, wobei zeitweise die Eroberung von Polazk und Wizebsk gelang. Die Grenzlage verlor die Stadt aber erst ab 1772, als Russland die östlichen Gebiete Polen-Litauens in Besitz nahm.
Im Deutsch-Sowjetischen Krieg kam es 1941–1943 um Welikije Luki zu heftigen Kämpfen zwischen dem Heer (Wehrmacht) und der Roten Armee. Als die Wehrmacht sich nach der Niederlage in der Schlacht um Moskau zurückziehen musste, hielt sie die Stellung am Fluss Lowat; die sowjetische Offensive Ende 1942 führte allerdings dazu, dass die deutschen Truppen, etwa 7000 Mann, in der Stadt Welikije Luki eingekesselt wurden. Sie wurden schließlich Anfang 1943 in der Schlacht von Welikije Luki fast vollständig aufgerieben, wobei die Stadt verwüstet wurde. Die Stadt erhielt den Orden des Vaterländischen Krieges I. Klasse.

## Einwohnerentwicklung
| Jahr | Einwohner |
| ---- | --------- |
| 1897 | 8.466     |
| 1939 | 34.932    |
| 1959 | 58.939    |
| 1970 | 85.281    |
| 1979 | 101.505   |
| 1989 | 113.745   |
| 2002 | 104.979   |
| 2010 | 98.778    |

Anmerkung: Volkszählungsdaten

## Wappen
Beschreibung: In Rot drei goldene Bögen ohne Pfeil mit goldener Sehne in Balkenreihe pfahlgestellt und nach rechts gerichtet.

## Verkehr
Welikije Luki ist durch Autobahnen (unter anderem die Fernstraße M9) mit Moskau, Sankt Petersburg und Wizebsk verbunden, es ist außerdem ein wichtiger Eisenbahnknoten und verfügt über einen kleinen Regionalflughafen.

## Kriegsgefangenenlager

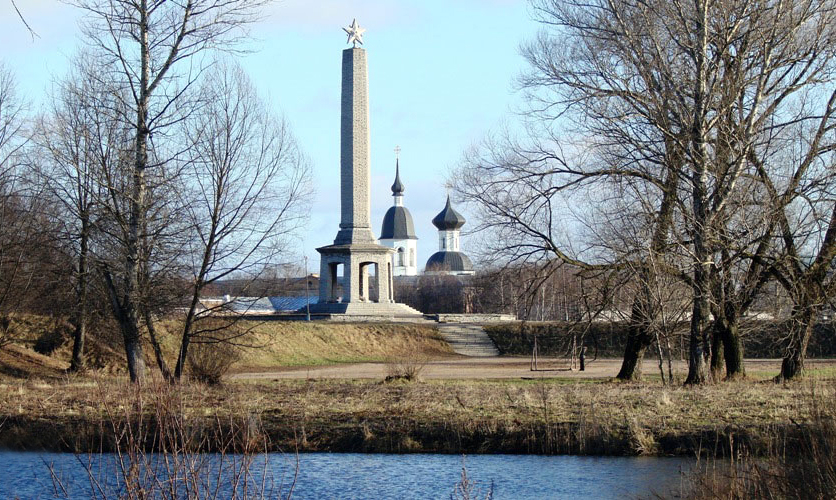
Kriegsdenkmal in Welikije Luki

In der Stadt bestand das Kriegsgefangenenlager 285 für Kriegsgefangene des Zweiten Weltkrieges.

## Persönlichkeiten
- Chariton Laptew (1700–1763), Polarforscher
- Dmitri Laptew (1701–1771), Polarforscher
- Iwan Stebut (1833–1923), Agronom
- Jewgenija Sinskaja (1889–1965), Botanikerin
- Iwan Winogradow (1891–1983), Mathematiker, wurde in der Nähe geboren und wuchs in der Stadt auf
- Nikolai Antonow (1909–1986), Generaloberst
- Wiktor Safronow (1917–1999), Physiker und Astronom
- Allan Erdman (* 1933), Sportschütze
- Oleg Maritschew (* 1945), Mathematiker
- Galina Zarjowa (* 1950), Bahnradsportlerin, sechsfache Weltmeisterin im Sprint
- Olga Sokolowa (* 1969), Radrennfahrerin
- Dmitri Alenitschew (* 1972), Fußballspieler
- Julija Martissowa (* 1976), Radrennfahrerin
- Sergei Firsanow (* 1982), Radrennfahrer
- Alexandra Burtschenkowa (* 1988), Radrennfahrerin[4]
- Wladislaw Martschenkow (* 1996), Skeletonpilot[5]